# Naboo
Naboo è un pianeta immaginario dell'universo fantascientifico di Guerre stellari. Si tratta di un pianeta florido e temperato dell'Orlo Intermedio, caratterizzato da verdi pascoli e da abbondanti specchi d'acqua. Costituisce una delle ambientazioni principali del film Star Wars: Episodio I - La minaccia fantasma, nel quale subisce un blocco commerciale da parte della Federazione dei Mercanti a causa di contrasti economici con la Repubblica Galattica. Vi si svolge la battaglia di Naboo tra le truppe di droidi da battaglia della Federazione e le armate delle due razze autoctone naboo e gungan, che riescono a liberare il pianeta.

## Creazione e sviluppo

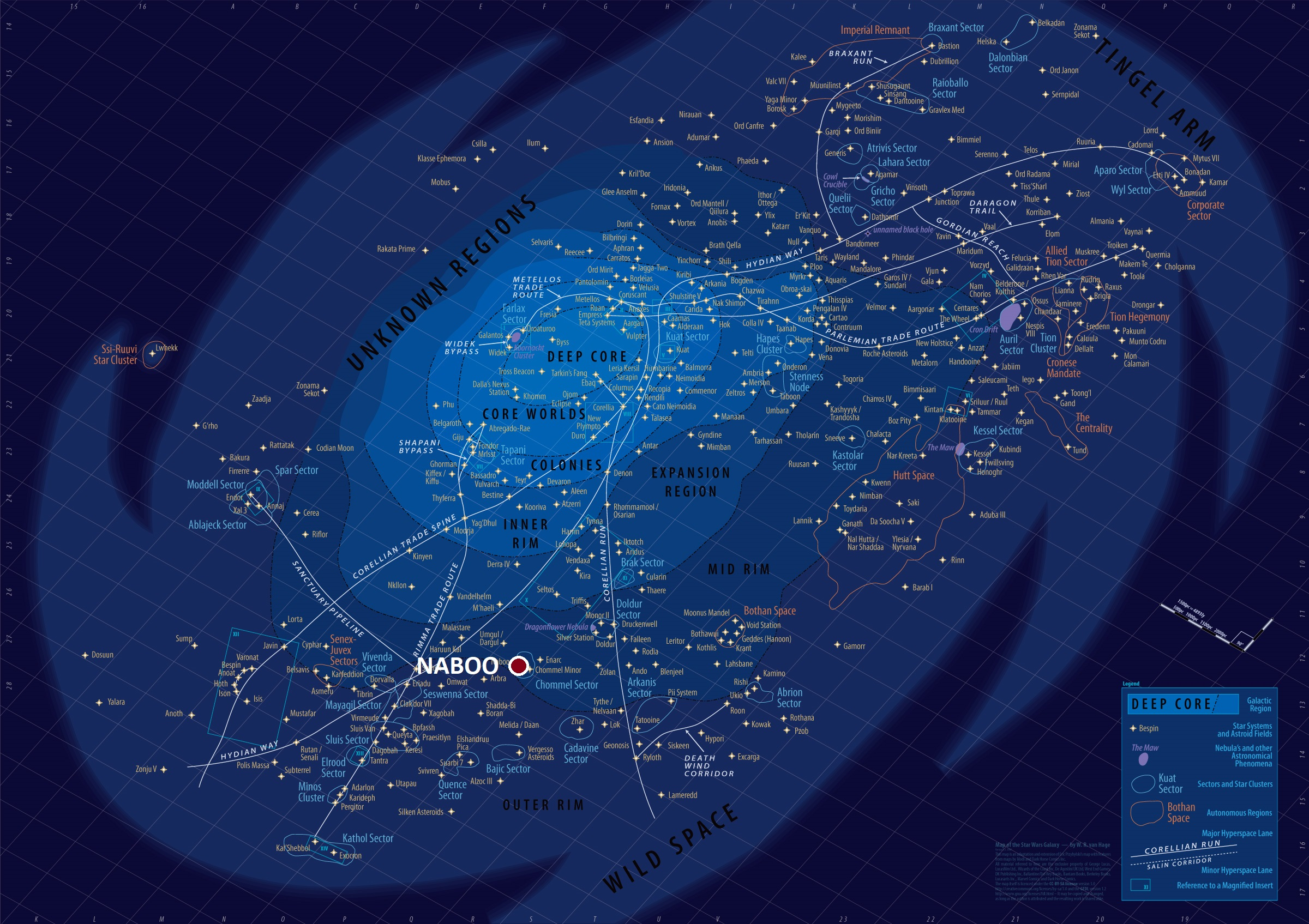
Posizione di Naboo nella galassia (mappa non ufficiale)

Il palazzo reale di Theed ne La minaccia fantasma

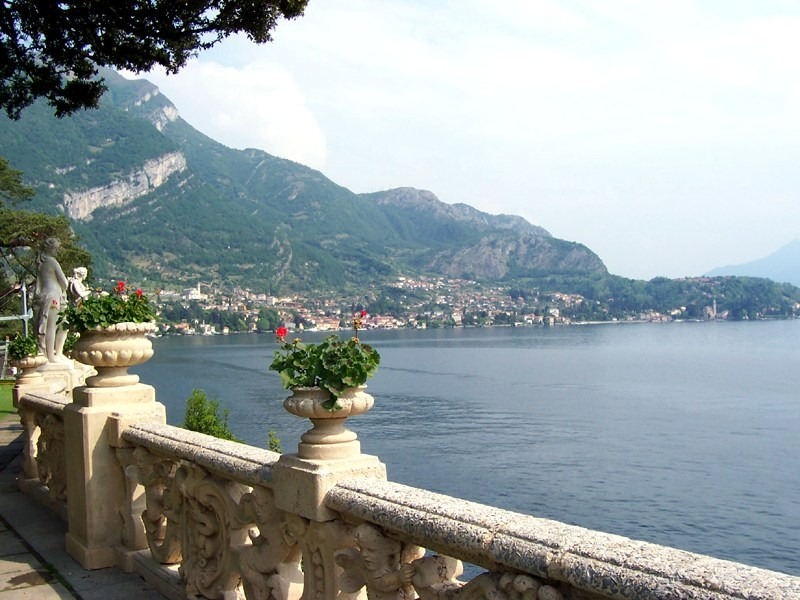
La villa del Balbianello che funse da location per la regione dei laghi.

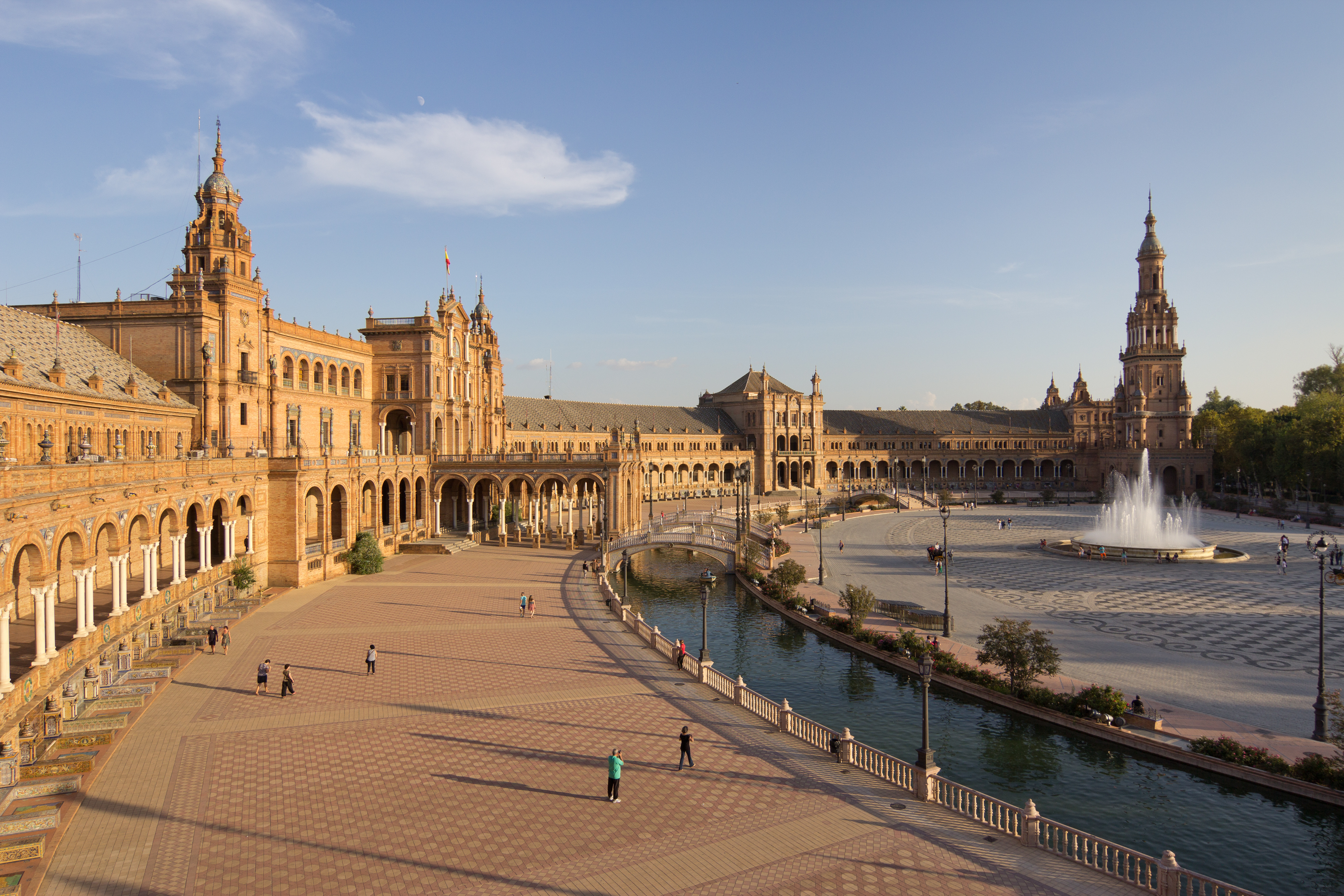
Plaza de España dove vennero girati gli esterni della capitale Theed.

Per la creazione di Naboo e della sua cultura caratteristica, gli scenografi de La minaccia fantasma attinsero a elementi della civiltà moresca, italiana, marocchina e turca, combinandoli a formare uno stile elegante, romantico e retrofuturistico. Le riprese dell'interno del palazzo reale presente ne La minaccia fantasma furono effettuate nella reggia di Caserta, mentre gli esterni presenti ne L'attacco dei cloni usano come scenario la Plaza de España a Siviglia. I paesaggi della regione dei laghi, dove si rifugiano e si sposano Anakin Skywalker e Padmé Amidala, vennero filmati a Lenno, sul lago di Como, alla villa del Balbianello.

## Descrizione
Naboo si trova nell'Orlo Intermedio della galassia vicino all'Orlo Esterno. Il suo nucleo è molto particolare, essendo coperto per l'85 per cento di superficie acquea, con una struttura interna percorsa da numerose gallerie sottomarine che collegano tutte le zone del sottosuolo del pianeta. È un pianeta rigoglioso e temperato, dominato da verdi pianure, praterie, profondi laghi, grandi paludi e fiumi. La risorsa naturale principale di Naboo è il plasma, estratto nel grande centro di Theed ed esportato in tutta la galassia.
Le due specie intelligenti che vi abitano sono gli umani naboo e i gungan, creature anfibie intelligenti. I naboo occupano la maggior parte della superficie del pianeta e costruiscono le loro immense città sulle pianure e in riva alle cascate. La capitale è Theed, una città con eleganti edifici ben integrati nella natura circostante, e che ospita il palazzo reale. I gungan vivono nelle paludi e nei laghi costruendo lì le loro abitazioni. La loro capitale, Otoh Gunga, si trova nel nucleo del pianeta, nelle profondità marine ed è costituita da una serie di bolle vegetali a forza idrostatica che impediscono all'acqua di entrare e all'aria di uscire, mentre consentono ai gungan di attraversarle.
Naboo è un membro della Repubblica Galattica i suoi leader sono altamente considerati in seno alla politica galattica. L'amministrazione e la rappresentanza diplomatica del pianeta sono nelle mani dei naboo, mentre i gungan preferiscono restare nel loro ambiente e occuparsi dei loro affari personali. Tra le due razze non corre buon sangue e i loro rapporti sono limitati da incomprensione, indifferenza e diffidenza reciproche. I naboo hanno una monarchia elettiva con a capo una regina e mantengono una cultura pacifica che privilegia l'istruzione, le arti, la protezione dell'ambiente naturale e la ricerca scientifica. Anche i gungan hanno un ordinamento monarchico, ma vengono considerati primitivi e belligeranti dai naboo.

## Apparizioni
Naboo compare per la prima volta nel film Star Wars: Episodio I - La minaccia fantasma. In rappresaglia a un'iniziativa parlamentare che intende tassare le rotte commerciali interplanetarie, la Federazione dei Mercanti avvia un blocco del pianeta. Nonostante i tentativi di mediazione della Repubblica, che invia i Jedi Qui-Gon Jinn e Obi-Wan Kenobi a risolvere lo stallo diplomatico, la Federazione, manipolata in segreto dal Sith Darth Sidious, invade Naboo e tenta di prendere in ostaggio la regina Padmé Amidala. In seguito i naboo e i gungan uniscono le forze per combattere l'esercito di droidi da battaglia della Federazione, riuscendo a sconfiggere gli invasori e a farli battere in ritirata. Questa cooperazione segna una nuova epoca nei rapporti tra le due razze, che iniziano a rispettarsi e a collaborare maggiormente. Approfittando dei disordini politici, il senatore di Naboo Palpatine riesce inoltre a farsi eleggere cancelliere supremo della Repubblica.
In Star Wars: Episodio II - L'attacco dei cloni la regione dei laghi di Naboo viene scelta dalla senatrice Padmé Amidala e dal padawan Anakin Skywalker come rifugio per nascondersi dai sicari della Confederazione dei Sistemi Indipendenti. Qui sboccia l'amore tra i due e si celebra il loro matrimonio segreto. Il pianeta compare anche in Star Wars: Episodio III - La vendetta dei Sith, quando Obi-Wan Kenobi vi porta la salma di Padmé e vi viene celebrato il corteo funebre per la morte dell'ex regina. Come mostrato nella serie animata Star Wars: The Clone Wars, nel corso delle guerre dei cloni Naboo rimane leale alla Repubblica Galattica, attirandosi così attacchi da parte dei separatisti.
Nel fumetto Star Wars: L'Impero a pezzi, ambientato al termine della guerra civile galattica dopo la battaglia di Endor, l'Impero Galattico sviluppa dei satelliti in grado di generare violente tempeste su Naboo nell'ambito dell'Operazione Cenere, ma i suoi piani vengono sventati da Leila Organa, dalla pilota dell'Alleanza Ribelle Shara Bey e dalla regina di Naboo Soruna.